# Zalog pri Moravčah
Zalog pri Moravčah este o localitate din comuna Moravče, Slovenia, cu o populație de 162 de locuitori.